# Bałwan soli

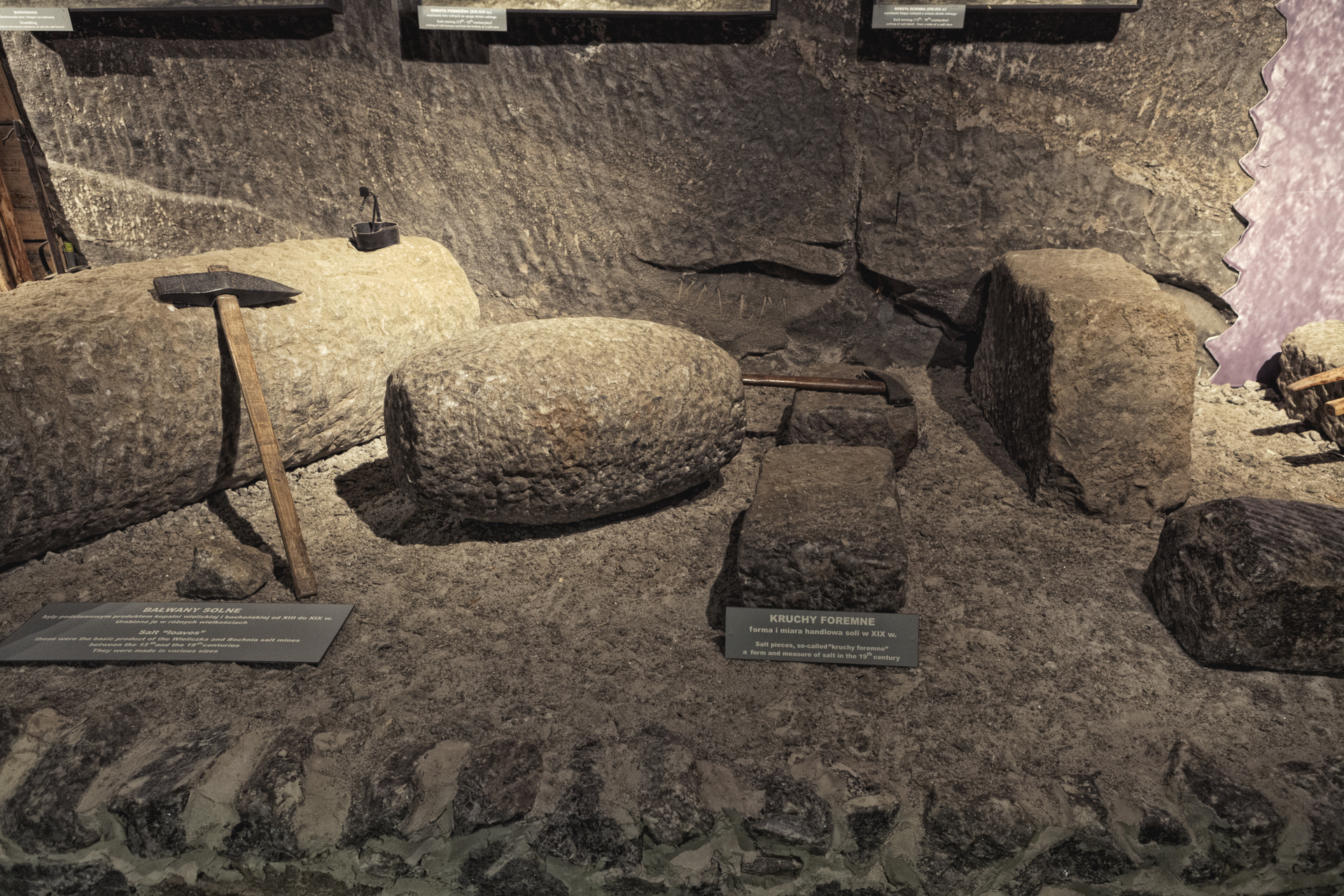
Bałwan na ekspozycji Muzeum Żup Krakowskich Wieliczka w kopalni w Wieliczce.

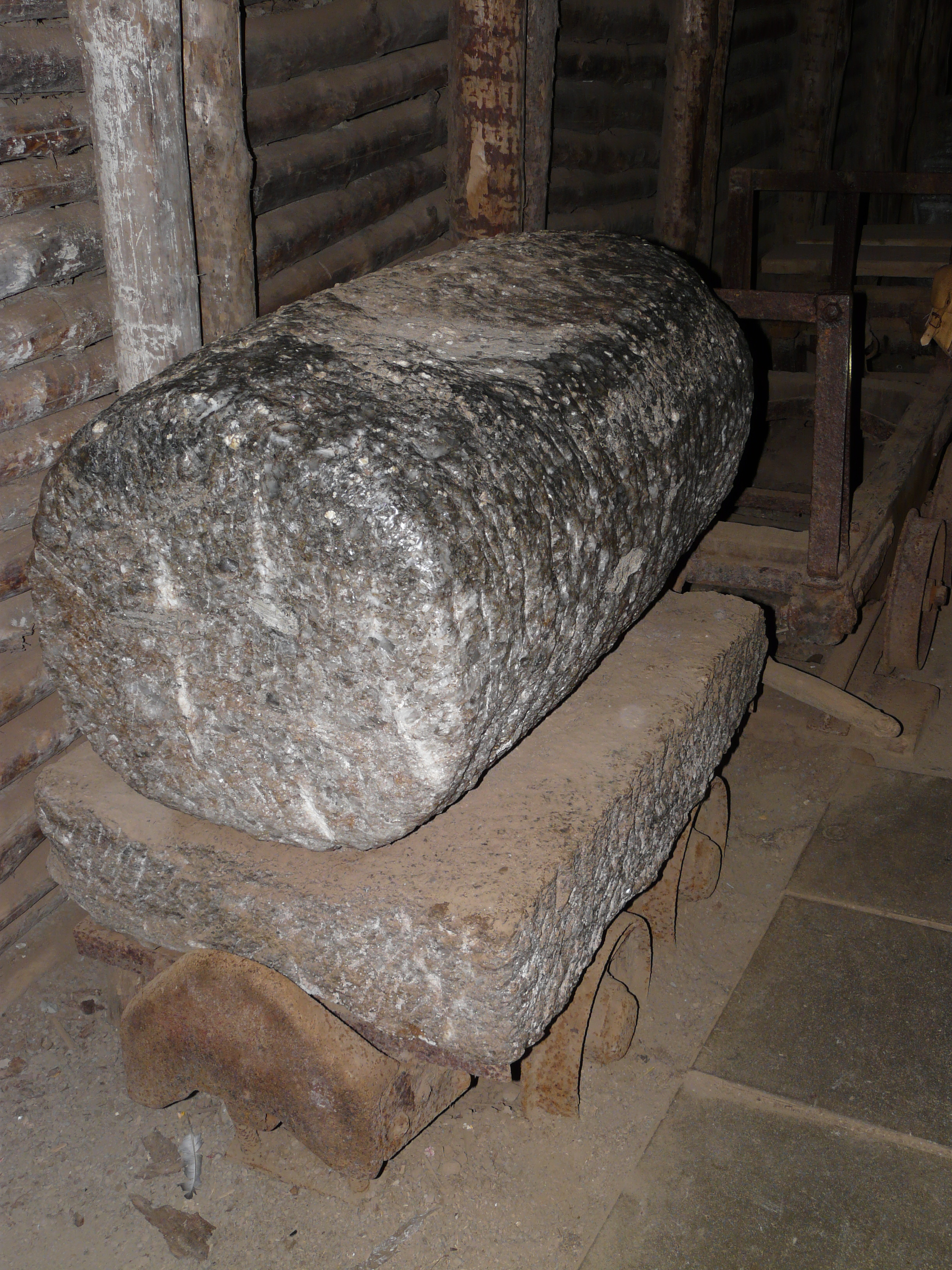
Bałwan w kopalni soli w Bochni

Bałwan soli, bałwan solny, bałwan (łac. bankus, niem. die Bank – ława, lada) – historyczny termin stosowany w polskim górnictwie soli kamiennej dla brył soli ociosanych przez górników do formy dużego walca lub beczkowatej.

## Historia
W trakcie eksploatacji soli w kopalni głębinowej odspajano od złoża prostopadłościenne bloki soli, zwane w Polsce kłapciami. Ich kształt i zbyt duża wielkość uniemożliwiały jednak transport takiego bloku do szybu, a następnie podniesienie go na powierzchnię. Dlatego kłapcie były dzielone na mniejsze, wydłużone bloki, których boki obrabiano narzędziami, aż do uzyskania z nich formy walcowatej lub beczkowatej, w takiej postaci łatwiej je było toczyć i podwieszać, zarówno podczas transportu w kopalni, jak i dalej, do odbiorców poza kopalnią. Przetaczaniem bałwanów trudniły się zespoły górników zwanych walaczami.
Wielkość i wagę bałwanów zmieniano w czasie. W połowie XIV w. były dwa rodzaje bałwanów – ważące ok. 8 i 6 cetnarów (odpowiednio: 520 i 390 kg), w XV w. bałwan ważył ok. 700 kg, a mierzył ok. 1,5 m długości i 55 cm średnicy, w XVII w. były w większym asortymencie, ale zwykle większe od tych z minionych wieków, osiągając do 2 ton wagi i rozmiary 1,8 m długości i 70 cm średnicy. Bałwany w XVIII w. wytwarzano również w kilku rodzajach: 600 kg, 800 kg i 1600 kg. Specjalną formą bałwana były bałwany szlacheckie, przeznaczono dla właścicieli ziemskich, kupowane były po cenie zaniżonej w stosunku do ceny rynkowej na mocy przywilejów nieszawskich.
Bałwany były jedną z podstawowych form, w jakiej sprzedawano do XVIII w. sól kamienną z kopalń w Polsce. Oprócz nich sprzedawano jeszcze sól beczkową, gdzie do beczek pakowano okruchy soli oraz sól cetnarową – większe bryły soli powstałe podczas obłupywania bałwanów lub w efekcie odbijania ze ścian złoża nierówności i zrębów powstałych po odspojeniu z niej kłapci. Najdroższa była sól w formie bałwanów, gdyż o ile pozostałymi rodzajami soli prawo królewskie pozwalało obracać w handlu wymiennym, to bałwany musiały być nabywane za monety, w przypadku kupców zagranicznych – złote monety.
W kopalni w Bochni zaprzestano wytwarzania bałwanów w I poł. XVIII w., produkując później tylko sól beczkową, podczas gdy w Wieliczce produkowano je, aż do roku 1876. 
Oryginalne bałwany solne można oglądać na wystawie stałej „Dawne urządzenia i sprzęt górniczy” w Muzeum Żup Krakowskich Wieliczka w Kopalni Soli. Na wystawie znajdują także obrazy ilustrujące proces wytwarzania bałwanów.